# Gran Bretagna agli XI Giochi olimpici invernali
La Gran Bretagna partecipò agli XI Giochi olimpici invernali, svoltisi a Sapporo, Giappone, dal 3 al 13 febbraio 1972, con una delegazione di 37 atleti impegnati in sette discipline.